# 광양보건대학교
광양보건대학교(光陽保健大學校, Gwangyang Health Sciences University)는 전라남도 광양시에 있는 사립 전문대학이다.

## 연혁
1993년 11월 18일, 학교법인 양남학원의 이홍하에 의하여 광양전문대학이 설립되었다. 이듬해 3월 15일 개교하였다. 1998년 5월, 광양대학으로 교명을 변경하였으며, 2001년 6월 광양보건대학으로 교명을 변경한 것에 이어 2012년 1월 광양보건대학교로 교명을 변경하였다.
한편, 2013년과 2014년 교육부에서 정부재정지원제한대학과 경영부실대학으로 선정한 바 있다. 2015과 2016년에 실시된 대학구조개혁평가에서 E등급을 받은 이력이 있다. 2017년 재평가 당시 받았던 재정 지원 제한이 유지되게된다. 2018년 실시된 대학기본역량진단에서도 재정지원제한대학으로 선정된 바 있다. 2022년, 정부 재정 지원 제한 대학에 선정되어 정부 재정지원 사업 지원과 신청이 전면 중단되며, 이 학교의 신입생과 편입생은 한국장학재단의 국가장학금과 학자금 대출 신청을 할 수 없다.

## 교육편제
광양보건대학교는 보건계열, 사회실무계열, 지역산업연계계열 등 3개 계열을 자체적으로 설정하고 13개 학과를 설치하여 전문학사 학위 과정을 운영하고 있다.

## 캠퍼스 풍경
광양보건대학교는 전라남도 소재 사립 전문대학으로, 덕례리에 캠퍼스가 위치한다. 캠퍼스에는 5동의 건축물이 위치하고 있다. 캠퍼스 북부 동주육교를 통해 대학로와 접속되어 접근이 가능하다. 기타 캠퍼스 주변은 산지로 둘러싸여 있다.

## 같이 보기
- 이홍하